# Schisandra henryi
Schisandra henryi là một loài thực vật có hoa trong họ Schisandraceae. Loài này được C.B.Clarke miêu tả khoa học đầu tiên năm 1905.